# Basketball Association of America

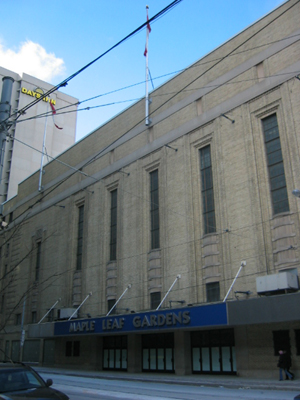
O Maple Leaf Gardens, onde foi disputado o primeiro jogo da história da BAA.

A Basketball Association of America (em português:  Associação de Basquetebol da América) foi uma liga profissional de basquetebol dos Estados Unidos, fundada em 1946. A associação foi fundida com a National Basketball League em 1949, formando a National Basketball Association (NBA). A BAA teve três temporadas com um total de 16 times (mais outros dois que foram expulsos antes do fim da última temporada). Teve o Philadelphia Warriors como campeão em 1947, seguido por Baltimore Bullets e Minneapolis Lakers em 1948 e 1949 respectivamente.
Seis times da BAA estão ativos na temporada da NBA de 2009-10. Como a associação foi fundida e deu origem a NBA, todos os registros dela são adicionados como se fossem da NBA.

## Campeões
| Ano  | Finalista             | Resultado | Finalista             | Referência |
| ---- | --------------------- | --------- | --------------------- | ---------- |
| 1947 | Philadelphia Warriors | 4–1       | Chicago Stags         | [ 3 ]      |
| 1948 | Baltimore Bullets[a]  | 4–2       | Philadelphia Warriors | [ 4 ]      |
| 1949 | Minneapolis Lakers    | 4–2       | Washington Capitols   | [ 5 ]      |

## Times
| ^ | Denota uma franquia que atualmente joga na NBA |

| Time                      | Cidade                     | Anos ativo   | Temporadas disputadas | Sequência V-D | Porcentagem de vitória | Aparições nos playoffs | Títulos Conquistados | Referência |
| ------------------------- | -------------------------- | ------------ | --------------------- | ------------- | ---------------------- | ---------------------- | -------------------- | ---------- |
| BAA Buffalo               | Buffalo, New York          | Never Played | 0                     | 0–0           | N/A                    | 0                      | 0                    | [ 6 ]      |
| BAA Indianapolis          | Indianapolis, Indiana      | Never Played | 0                     | 0–0           | N/A                    | 0                      | 0                    | [ 6 ]      |
| Baltimore Bullets[a]      | Baltimore, Maryland        | 1947–49      | 2                     | 57–51         | .528                   | 2                      | 1                    | [ 7 ]      |
| Boston Celtics^           | Boston, Massachusetts      | 1946–49      | 3                     | 67–101        | .399                   | 1                      | 0                    | [ 8 ]      |
| Chicago Stags             | Chicago, Illinois          | 1946–49      | 3                     | 105–64        | .621                   | 3                      | 0                    | [ 9 ]      |
| Cleveland Rebels          | Cleveland, Ohio            | 1946–47      | 1                     | 30–30         | .500                   | 1                      | 0                    | [ 10 ]     |
| Detroit Falcons           | Detroit, Michigan          | 1946–47      | 1                     | 20–40         | .333                   | 0                      | 0                    | [ 11 ]     |
| Fort Wayne Pistons^[b]    | Fort Wayne, Indiana        | 1948–49      | 1                     | 22–38         | .367                   | 0                      | 0                    | [ 12 ]     |
| Indianapolis Jets         | Indianapolis, Indiana      | 1948–49      | 1                     | 18–42         | .300                   | 0                      | 0                    | [ 13 ]     |
| Minneapolis Lakers^[c]    | Minneapolis, Minnesota     | 1948–49      | 1                     | 44–16         | .733                   | 1                      | 1                    | [ 14 ]     |
| New York Knickerbockers^  | New York City, New York    | 1946–49      | 3                     | 91–77         | .542                   | 3                      | 0                    | [ 15 ]     |
| Philadelphia Warriors^[d] | Philadelphia, Pennsylvania | 1946–49      | 3                     | 90–78         | .536                   | 3                      | 1                    | [ 16 ]     |
| Pittsburgh Ironmen        | Pittsburgh, Pennsylvania   | 1946–47      | 1                     | 15–45         | .250                   | 0                      | 0                    | [ 17 ]     |
| Providence Steamrollers   | Providence, Rhode Island   | 1946–49      | 3                     | 46–122        | .274                   | 0                      | 0                    | [ 18 ]     |
| Rochester Royals^[e]      | Rochester, New York        | 1948–49      | 1                     | 45–15         | .750                   | 1                      | 0                    | [ 19 ]     |
| St. Louis Bombers         | St. Louis, Missouri        | 1946–49      | 3                     | 96–73         | .568                   | 3                      | 0                    | [ 20 ]     |
| Toronto Huskies           | Toronto, Ontario           | 1946–47      | 1                     | 22–38         | .367                   | 0                      | 0                    | [ 21 ]     |
| Washington Capitols       | Washington, D.C.           | 1946–49      | 3                     | 115–53        | .685                   | 3                      | 0                    | [ 22 ]     |